# Natação no Campeonato Mundial de Esportes Aquáticos de 2024 - 100 m costas feminino

A prova dos 100 metros costas feminino da natação no Campeonato Mundial de Esportes Aquáticos de 2024 foi realizada nos dias 12 e 13 de fevereiro de 2024 em Doha, no Catar.

## Formato da competição
A competição consiste em três rodadas: eliminatórias, semifinais e final. As nadadoras com os 16 melhores tempos nas baterias preliminares avançam as semifinais. Já as nadadoras com os 8 melhores tempos nas semifinais avançam a final. Desempates (swim-offs) são utilizados conforme necessário para quebrar os empates de avanço a próxima rodada.

## Cronograma
Todos os horários estão na hora local (UTC+3).
| Data            | Hora  | Evento        |
| --------------- | ----- | ------------- |
| 12 de fevereiro | 09:32 | Eliminatórias |
| 12 de fevereiro | 19:53 | Semifinais    |
| 13 de fevereiro | 19:51 | Final         |

## Recordes
Antes desta competição, os recordes mundiais e do campeonato nesta prova eram os seguintes:
| Tipo                  | Atleta         | Tempo  | Local     | Data                  |
| --------------------- | -------------- | ------ | --------- | --------------------- |
|                       | Kaylee McKeown | 57s 33 | Budapeste | 21 de outubro de 2023 |
| Recorde do campeonato | Kaylee McKeown | 57s 53 | Fukuoka   | 25 de julho de 2023   |

## Medalhistas
| Ouro                           | Prata                     | Bronze               |
| Claire Curzan · Estados Unidos | Iona Anderson · Austrália | Ingrid Wilm · Canadá |

## Resultados

### Eliminatórias
Esses foram os resultados das eliminatórias. A prova foi realizada no dia 12 de fevereiro com início às 09:32.
| Pos. | Bateria | Raia | Nadadora                | Nacionalidade                 | Tempo   | Notas            |
| ---- | ------- | ---- | ----------------------- | ----------------------------- | ------- | ---------------- |
| 1    | 6       | 4    | Claire Curzan           | Estados Unidos                | 59.72   | Q                |
| 2    | 5       | 4    | Ingrid Wilm             | Canadá                        | 59.82   | Q                |
| 3    | 4       | 3    | Iona Anderson           | Austrália                     | 59.88   | Q                |
| 4    | 4       | 4    | Jaclyn Barclay          | Austrália                     | 1:00.05 | Q                |
| 5    | 6       | 3    | Lauren Cox              | Grã-Bretanha                  | 1:00.27 | Q                |
| 6    | 4       | 6    | Kathleen Dawson         | Grã-Bretanha                  | 1:00.36 | Q                |
| 7    | 4       | 5    | Carmen Weiler           | Espanha                       | 1:00.44 | Q                |
| 8    | 5       | 3    | Kira Toussaint          | Países Baixos                 | 1:00.50 | Q                |
| 9    | 6       | 5    | Maaike de Waard         | Países Baixos                 | 1:00.61 | Q                |
| 10   | 5       | 5    | Adela Piskorska         | Polónia                       | 1:01.03 | Q                |
| 11   | 5       | 6    | Hanna Rosvall           | Suécia                        | 1:01.20 | Q                |
| 12   | 6       | 6    | Anastasiya Shkurdai     | Atletas Independentes Neutros | 1:01.43 | Q                |
| 13   | 6       | 2    | Camila Rebelo           | Portugal                      | 1:01.51 | Q                |
| 14   | 6       | 7    | Francesca Pasquino      | Itália                        | 1:01.54 | Q                |
| 15   | 5       | 8    | Gabriela Georgieva      | Bulgária                      | 1:01.65 | Q                |
| 16   | 4       | 2    | Stephanie Au            | Hong Kong                     | 1:01.80 | Q                |
| 17   | 4       | 0    | Carla González          | Venezuela                     | 1:01.83 |                  |
| 18   | 5       | 2    | Paulina Peda            | Polónia                       | 1:01.87 |                  |
| 19   | 5       | 9    | Emma Harvey             | Bermudas                      | 1:01.88 | Recorde nacional |
| 20   | 4       | 7    | Maria Godden            | Irlanda                       | 1:01.99 |                  |
| 21   | 5       | 1    | Andrea Berrino          | Argentina                     | 1:02.02 |                  |
| 22   | 6       | 9    | Jillian Crooks          | Ilhas Caimã                   | 1:02.19 |                  |
| 23   | 5       | 0    | Chen Xin                | China                         | 1:02.49 |                  |
| 24   | 4       | 8    | Levenia Sim             | Singapura                     | 1:02.72 |                  |
| 25   | 6       | 1    | Song Jae-yun            | Coreia do Sul                 | 1:02.74 |                  |
| 26   | 4       | 1    | Eszter Szabó-Feltóthy   | Hungria                       | 1:02.80 |                  |
| 26   | 5       | 7    | Milla Drakopoulos       | África do Sul                 | 1:02.80 |                  |
| 28   | 6       | 8    | Teia Salvino            | Filipinas                     | 1:02.81 |                  |
| 29   | 6       | 0    | Xeniya Ignatova         | Cazaquistão                   | 1:02.83 |                  |
| 30   | 3       | 4    | Jana Marković           | Sérvia                        | 1:03.70 |                  |
| 31   | 3       | 2    | Andrea Becali           | Cuba                          | 1:04.22 |                  |
| 32   | 3       | 6    | Celina Márquez          | El Salvador                   | 1:04.29 |                  |
| 33   | 3       | 7    | Valerie Tarazi          | Palestina                     | 1:04.41 |                  |
| 33   | 4       | 9    | Alexia Sotomayor        | Peru                          | 1:04.41 |                  |
| 35   | 3       | 1    | Natalia Zaiteva         | Moldávia                      | 1:04.50 |                  |
| 36   | 3       | 9    | Donata Katai            | Zimbabwe                      | 1:04.51 |                  |
| 37   | 3       | 3    | Carolina Cermelli       | Panamá                        | 1:04.83 |                  |
| 38   | 3       | 0    | Ganga Senavirathne      | Sri Lanka                     | 1:04.93 |                  |
| 39   | 2       | 4    | Suvana Chetana          | Índia                         | 1:05.26 |                  |
| 40   | 2       | 2    | Ariuntamir Enkh-Amgalan | Mongólia                      | 1:05.27 |                  |
| 41   | 3       | 5    | Abril Aunchayna         | Uruguai                       | 1:05.31 |                  |
| 42   | 3       | 8    | Masniari Wolf           | Indonésia                     | 1:05.39 |                  |
| 43   | 2       | 3    | Gaurika Singh           | Nepal                         | 1:05.47 |                  |
| 44   | 2       | 7    | Elizaveta Pecherskikh   | Quirguistão                   | 1:05.68 |                  |
| 45   | 2       | 5    | Amani Al-Obaidli        | Bahrein                       | 1:06.06 |                  |
| 46   | 2       | 6    | Eda Zeqiri              | Kosovo                        | 1:06.64 |                  |
| 47   | 1       | 4    | Idealy Tendrinavalona   | Madagáscar                    | 1:09.14 |                  |
| 48   | 2       | 8    | Alejandra Santana       | República Dominicana          | 1:09.27 |                  |
| 49   | 2       | 0    | Chanchakriya Kheun      | Camboja                       | 1:09.31 |                  |
| 50   | 2       | 9    | Riley Miller            | Ilhas Virgens Americanas      | 1:09.47 |                  |
| 51   | 2       | 1    | Aynura Primova          | Turquemenistão                | 1:09.56 |                  |
| 52   | 1       | 5    | Angelina Smythe         | Seicheles                     | 1:10.37 |                  |
| 53   | 1       | 7    | Maleek Al-Mukthar       | Líbano                        | 1:10.61 |                  |
| 54   | 1       | 6    | Natalia Ladha           | Tanzânia                      | 1:13.56 |                  |
| 55   | 1       | 3    | Jennifer Harding-Marlin | São Cristóvão e Neves         | 1:14.93 |                  |
| 56   | 1       | 2    | Hamna Ahmed             | Maldivas                      | 1:18.71 |                  |

### Semifinais
Esses foram os resultados das semifinais. A prova foi realizada no dia 12 de fevereiro com início às 19:53.
| Pos. | Bateria | Raia | Nadadora            | Nacionalidade                 | Tempo   | Notas |
| ---- | ------- | ---- | ------------------- | ----------------------------- | ------- | ----- |
| 1    | 2       | 4    | Claire Curzan       | Estados Unidos                | 58.73   | Q     |
| 2    | 1       | 4    | Ingrid Wilm         | Canadá                        | 59.55   | Q     |
| 3    | 1       | 5    | Jaclyn Barclay      | Austrália                     | 59.83   | Q     |
| 4    | 2       | 5    | Iona Anderson       | Austrália                     | 59.94   | Q     |
| 5    | 2       | 3    | Lauren Cox          | Grã-Bretanha                  | 1:00.03 | Q     |
| 6    | 1       | 6    | Kira Toussaint      | Países Baixos                 | 1:00.37 | Q     |
| 7    | 1       | 3    | Kathleen Dawson     | Grã-Bretanha                  | 1:00.40 | Q     |
| 8    | 2       | 2    | Maaike de Waard     | Países Baixos                 | 1:00.68 | Q     |
| 9    | 2       | 6    | Carmen Weiler       | Espanha                       | 1:00.81 |       |
| 10   | 2       | 1    | Camila Rebelo       | Portugal                      | 1:00.91 |       |
| 11   | 1       | 2    | Adela Piskorska     | Polónia                       | 1:00.99 |       |
| 12   | 1       | 7    | Anastasiya Shkurdai | Atletas Independentes Neutros | 1:01.24 |       |
| 13   | 2       | 8    | Gabriela Georgieva  | Bulgária                      | 1:01.42 |       |
| 14   | 1       | 8    | Stephanie Au        | Hong Kong                     | 1:01.50 |       |
| 15   | 2       | 7    | Hanna Rosvall       | Suécia                        | 1:01.67 |       |
| 16   | 1       | 1    | Francesca Pasquino  | Itália                        | 1:01.68 |       |

### Final
A final foi realizada em 13 de fevereiro às 19:51.
| Pos.              | Raia | Nadadora        | Nacionalidade  | Tempo   | Notas |
| ----------------- | ---- | --------------- | -------------- | ------- | ----- |
| Medalha de ouro   | 4    | Claire Curzan   | Estados Unidos | 58.29   |       |
| Medalha de prata  | 6    | Iona Anderson   | Austrália      | 59.12   |       |
| Medalha de bronze | 5    | Ingrid Wilm     | Canadá         | 59.18   |       |
| 4                 | 3    | Jaclyn Barclay  | Austrália      | 59.28   |       |
| 5                 | 2    | Lauren Cox      | Grã-Bretanha   | 59.60   |       |
| 6                 | 1    | Kathleen Dawson | Grã-Bretanha   | 1:00.42 |       |
| 7                 | 8    | Maaike de Waard | Países Baixos  | 1:00.64 |       |
| 8                 | 7    | Kira Toussaint  | Países Baixos  | 1:00.73 |       |

Legenda
| Recorde mundial       | Recorde mundial (World record)               |                       | Recorde africano                      | Recorde africano (African) |                                           | Q | Classificado por posição (Qualified) |
| Recorde do campeonato | Recorde do campeonato (Championship record)  | Recorde da América    | Recorde da América (Americas)         | q                          | Classificado por melhor tempo (Qualified) |   |                                      |
| Melhor marca do ano   | Melhor marca do ano (World leading)          | Recorde asiático      | Recorde asiático (Asian)              | DNS                        | Não largou (Did not start)                |   |                                      |
| Recorde nacional      | Recorde nacional (National record)           | Recorde europeu       | Recorde europeu (European)            | DNF                        | Não terminou (Did not finish)             |   |                                      |
| Recorde pessoal       | Recorde pessoal do atleta (Personal best)    | Recorde da Oceania    | Recorde da Oceania (Oceania)          | DSQ / DQ                   | Desclassificado (Disqualified)            |   |                                      |
| Recorde da temporada  | Recorde da temporada do atleta (Season best) | Recorde sul-americano | Recorde sul-americano (South America) | NM                         | Sem marca (No mark)                       |   |                                      |